# Едгар Креспо
Едгар Креспо (11 травня 1989) — панамський плавець.
Учасник Олімпійських Ігор 2008, 2012, 2016 років.
Переможець Ігор Центральної Америки і Карибського басейну 2010, 2018 років, призер 2006, 2014 років.
Призер Південнамериканських ігор 2006, 2014 років.
Призер Чемпіонату світу з плавання серед юніорів 2006 року.